# Tony Ferguson (skateur)
Pour les articles homonymes, voir Tony Ferguson (homonymie).
Tony Ferguson né le 4 mai 1973 à Edmonton, en Alberta est un skateur professionnel et propriétaire d’une entreprise. Il est un membre original de l'équipe Girl Skateboards et partenaire de la marque Alife Footwear .

## Biographie
Il a passé ses premières années à Ottawa, en Ontario, où il a commencé à faire de skateboard à 12 ans. En 1990, sa famille a déménagé à Vancouver, en Colombie-Britannique. 
Son premier sponsor a été Real Skateboards, propriété de Tommy Guerrero et Jim Thiebaud, où il est resté de 1990 à 1992. En 1993, aux côtés d'une poignée d'autres professionnels et du directeur de la photographie Spike Jonze, Tony a contribué à la création de la Girl Skateboard Company,.
Après avoir quitté le skateboard professionnel en 2005, il s’engage au sein de la marque de style de vie streetwear de New York, Alife. Il a acquis la licence mondiale pour Alife Footwear la même année et supervise la direction créative et la production de la société.